# مقاطعة سنندج
مقاطعة سنندج (بالکردیة:سنه/Sine)(بالفارسية: شهرستان سنندج) هي إحدى مقاطعات محافظة كردستان في إيران. كان عدد سكان المقاطعة سنة 2011 حوالي 450,167 نسمة.